# Bilbao Arena
Bilbao Arena – hala sportowa, znajdująca się w Bilbao w Kraju Basków. Obecnie swoje mecze rozgrywa tu CB Bilbao Berri. Pojemność hali wynosi 10 014.